# سوپر جام فوتبال اسپانیا ۲۰۱۶
سوپر جام اسپانیا ۲۰۱۶ یک مسابقۀ دو بازی فوتبال بود که در اوت ۲۰۱۶ بین قهرمانان لا لیگا ۱۶–۲۰۱۵ و کوپا دل ری ۱۶–۲۰۱۵، بارسلونا و نایب قهرمان کوپا دل ری ۱۶–۲۰۱۵ برگزار شد. سویا، آن را به بازی برگشت فینال کوپا دل ری ۲۰۱۶ تبدیل کرد.